# Edmond Maître
Pour les articles homonymes, voir Maître.
Louis Edmond Maître, né à Bordeaux le 23 avril 1840 et mort à Paris 6e le 29 mai 1898, est un musicien, un collectionneur d'art et un mécène français.
Ami des grands peintres de son temps, il a beaucoup animé le monde des arts au début de l'impressionnisme, encourageant les artistes, achetant des tableaux, participant aux réunions où il retrouvait, entre autres, Auguste Renoir, Henri Fantin-Latour, Édouard Manet, Claude Monet, Frédéric Bazille et Paul Cézanne. Il a fait partie du Groupe des Batignolles.
Très aimé pour son humour et sa légèreté, il est représenté sur plusieurs toiles de ses amis impressionnistes, de même que sa compagne Rapha, qui a inspiré en particulier Renoir.

## Biographie
Sa famille, qui fait partie de la haute bourgeoisie bordelaise, l'envoie étudier le droit à Paris. Mais comme seul l'art l'intéresse, le jeune homme se contente de petits emplois administratifs à la fin de ses études, pour avoir le temps de se consacrer aux artistes et à leurs œuvres.
Il est employé à l'hôtel de ville de Paris en même temps que Paul Verlaine avec lequel il se lie d'amitié. Très ami de Charles Baudelaire, il rencontre un grand nombre d'artistes, et il devient, pendant l'hiver 1864-1865, un habitué des réunions chez les Lejosne.
Maître est un dandy, un dilettante, dont on apprécie beaucoup la compagnie, en tant que lettré d'érudition intarissable, pianiste talentueux, fin connaisseur des Beaux-Arts et soutien des impressionnistes, un homme modeste et réservé, mais à l'humour et l'esprit piquants.

## L'ami des peintres
Il partage avec Frédéric Bazille sa passion pour la musique de Wagner, Fauré, Schumann, et pour la poésie. Ensemble, ils vont assister à Bruxelles à la première représentation de Lohengrin.
En 1869 Bazille exécute son portrait: cette œuvre, qui fit partie vers 1966 de la collection des époux Paul Mellon ou de celle de Mrs Mellon Bruce (reprod. sous le n°111 du catalogue de l'exposition French paintings à la National Gallery of Art, de Washington DC), y est conservée.
La mort de Bazille est un déchirement pour Maître. Bazille  est tombé en accomplissant un acte d'héroïsme le 28 novembre 1870, au cours de la guerre franco-prussienne, devant Beaune-la-Rolande en essayant de protéger des femmes et des enfants. Dans une lettre à sa famille, Maître écrit « De tous les jeunes gens que j'ai connus, Bazille était le plus doué, le plus aimable ».

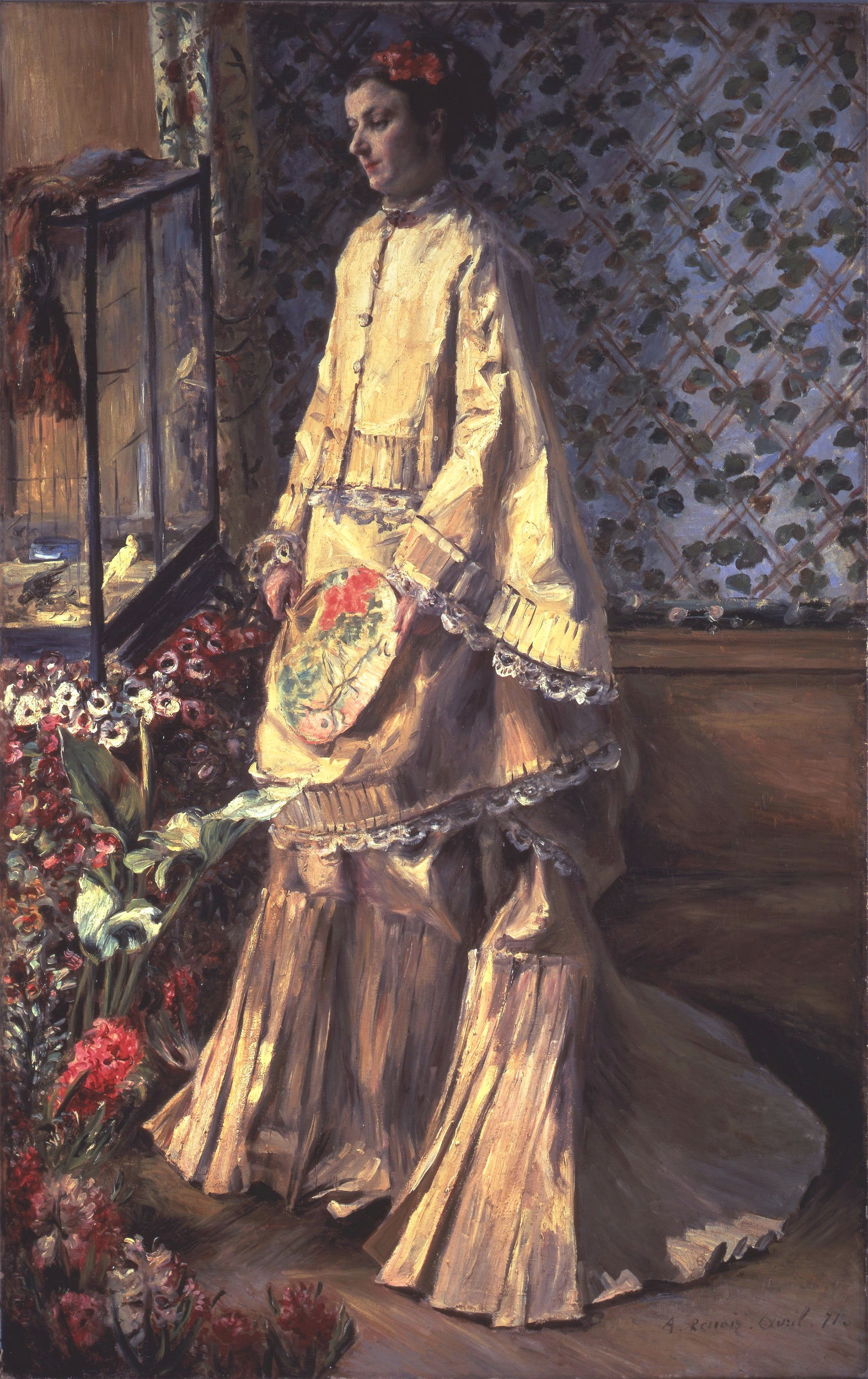
Portrait de Rapha, maîtresse d'Edmond Maître, par Auguste Renoir

Maître n'en continue pas moins de fréquenter le Café Guerbois  avec Manet, Monet, Renoir et Sisley. Il est surtout proche de Renoir qu'il héberge depuis 1869, et à lui aussi, il fait partager son goût pour la musique de Wagner. Parti au front et revenu avec la dysenterie, Renoir est encore recueilli et soigné par Edmond Maître dont la maîtresse, Rapha, va inspirer le peintre. Renoir représente plusieurs fois Rapha (connue sous le nom de Madame Rapha Maître), et Edmond Maître lui-même. Rapha apparaît parfois sous son nom : Rapha Maître (Madame Edmond Maître) 1870-1871, huile sur toile, 37,4 × 32,3 cm cm, Smith College Museum of Art, Northampton , [Massachusetts], Portrait de Rapha (huile sur toile 32 × 36 cm), collection privée Londres, ou Portrait de Rapha (en pied) (1870-71, 83 × 130 cm, collection privée, Paris). Le personnage de Rapha est encore présent dans le tableau La Promenade (huile sur toile (1870), 81,3 × 65 cm, J. Paul Getty Museum, Los Angeles.

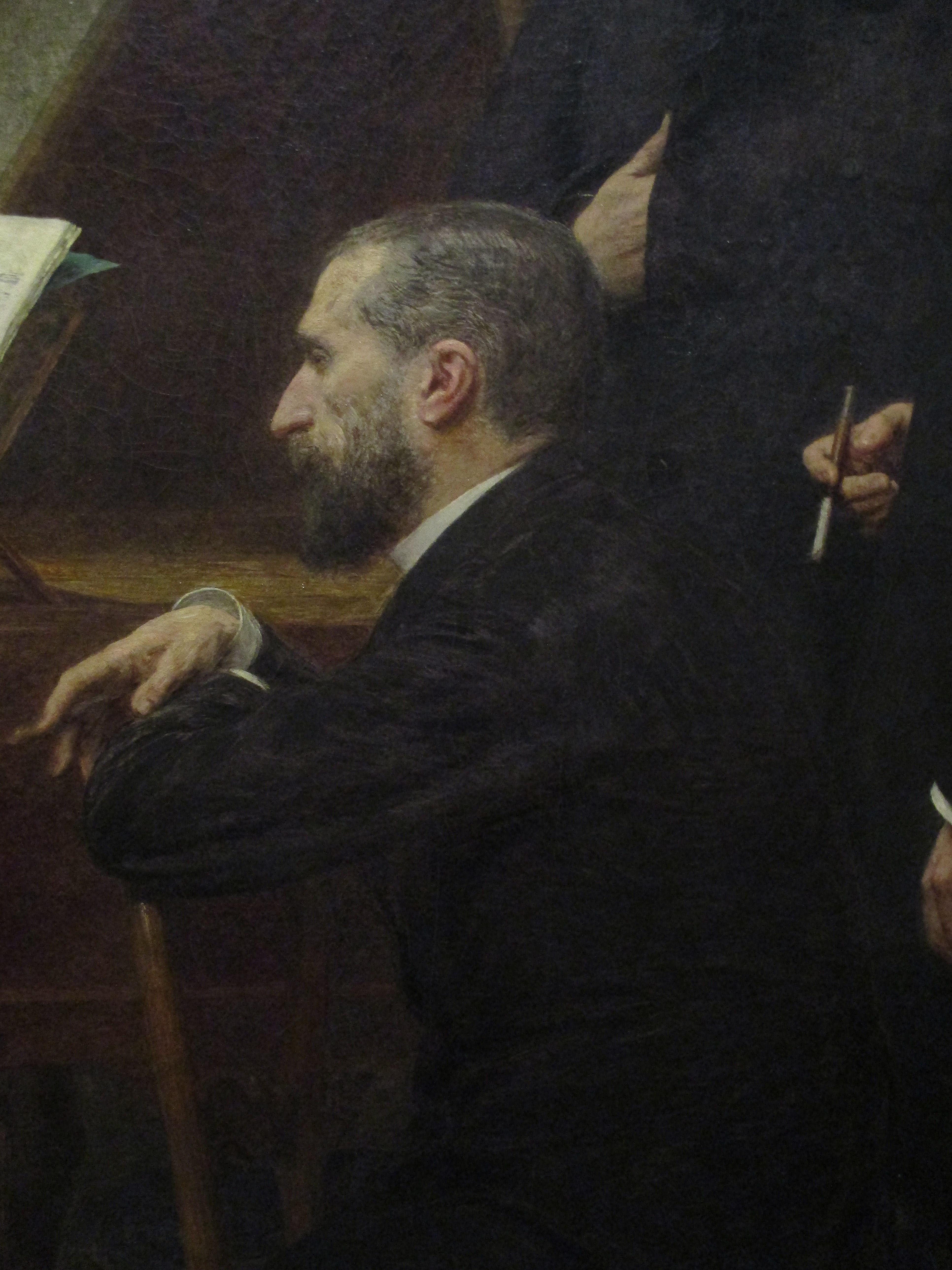
Edmond Maître: détail dAutour du piano de Fantin-Latour (1885).

Le Portrait d'Edmond Maître, couramment intitulé Le Liseur a été exécuté à peu près à la même époque, à large coups de brosse. Il présente l'homme étendu sur un sofa, devant une tenture à motifs japonais. D'une facture plus moderne, il se rapproche d'une composition que  Manet adoptera en 1876 pour son Portrait de Stéphane Mallarmé.

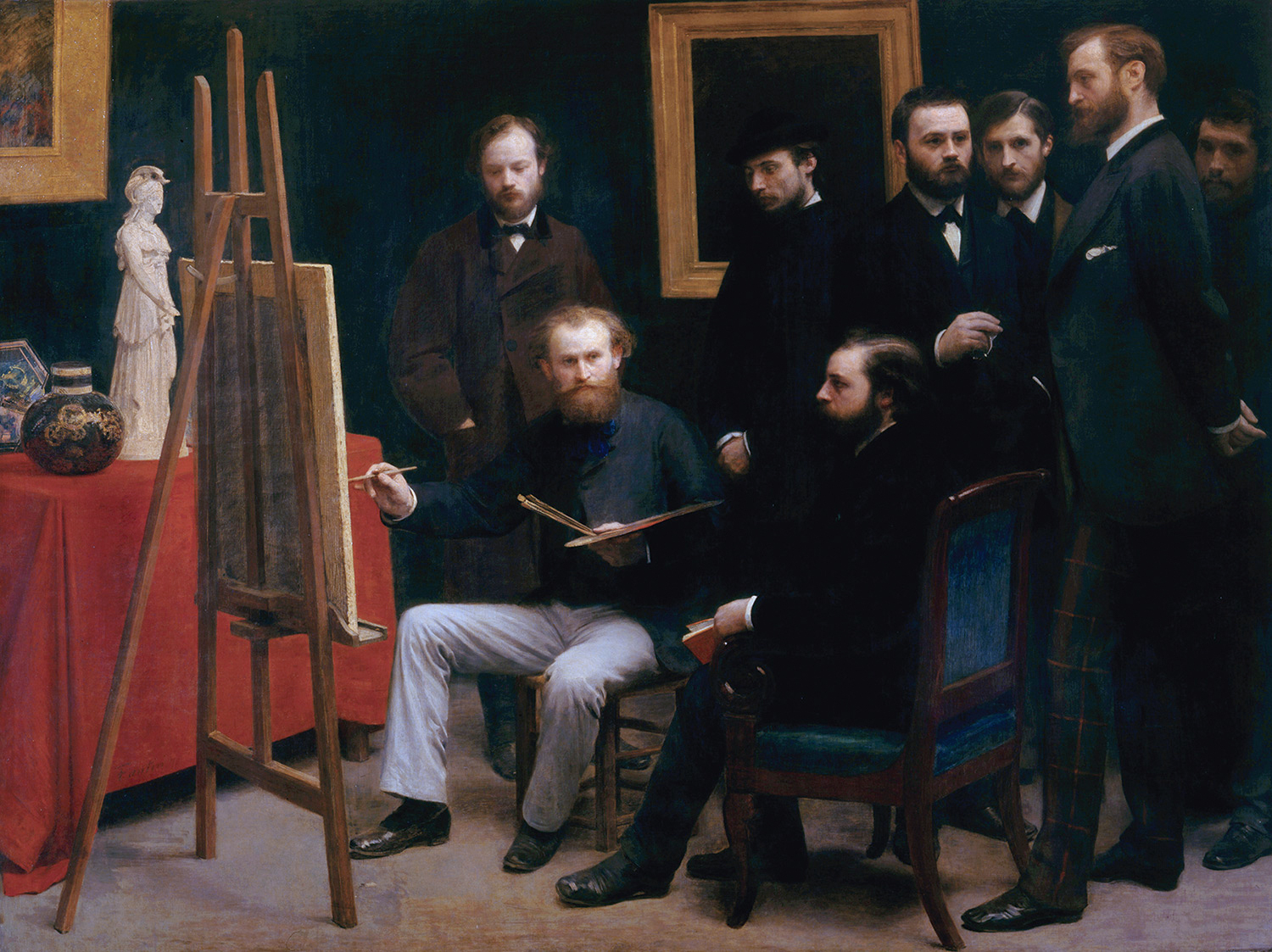
Un atelier aux Batignolles par Henri Fantin-Latour

Maître est tout naturellement accueilli par le Groupe des Batignolles. Il est représenté ainsi parmi ses amis dans le tableau de Fantin-Latour Un atelier aux Batignolles, 1870, huile sur toile 204 × 273,5 cm conservée au  Musée d’Orsay, Paris. Dans ce tableau, Edmond Maître est un peu à l'écart dans l'ombre, derrière la haute stature de Frédéric Bazille. Les critiques d'art sont partagés sur la composition du tableau et ils interchangent les personnages selon leurs conjectures. Tantôt on place Edmond Maître à gauche, d'autre fois au milieu. Étienne Moreau-Nélaton y voit de droite à gauche : Sisley, Monet, Zacharie Astruc, Manet, Bazille, Edmond Maître. Tandis que Gaston Poulain et François Daulte pensent qu'il s'agit de Renoir, Zola, Monet, Manet, Bazille et Maître. Maitre est aussi un protagoniste du tableau Autour du piano, 1885, huile sur toile  de 160 × 222 cm précédemment conservé à la  galerie du Jeu de Paume avant d'être transférée au Musée d'Orsay, Paris. En 1882, Maître a réussi à entraîner Fantin-Latour à Londres pour la saison de Wagner, le tableau est en quelque sorte un hommage au musicien allemand qui comptait de nombreux admirateurs parmi les peintres.
Maître fait également partie des gens représentés dans  le tableau La Musique aux Tuileries de Manet.
Edmond Maître est un des premiers acheteurs de tableaux de Monet au moment où les impressionnistes étaient vilipendés. En 1865, il lui achète : Carafe, pain, vin, Bateaux de pêche à Honfleur (1866, H-huile sur toile, 38 × 46 cm, musée National d'Art Moderne, Bucarest, Roumanie, et Rougets, huile sur toile, 1869, 35 × 50 cm, Fogg Art Museum, Cambridge, Massachusetts. En 1879, il lui achète encore La Chaumière, huile sur toile, 48 × 64 cm. Ce jour-là, il avait emmené le jeune Jacques-Émile Blanche à l'atelier de Monet.
Edmond Maître a beaucoup soutenu la carrière de Jacques-Émile Blanche qui le considérait comme son père spirituel et qui en a fait un personnage de roman dans Aymeris. Il aura également exécuté trois portraits de son mentor.
Jusqu'à sa mort, Edmond a été l'hôte privilégié de Renoir dans son atelier de la rue Saint-Georges, ou dans sa maison de la rue Cortot avec Manet, Degas. Le frère d'Edmond Maître, le riche homme d'affaires international Léon Maître, ainsi que sa belle-sœur Marie Maître (née Leroy de Saint-Arnaud) auront été portraiturés par Fantin-Latour en 1882, 1884 et 1886.